# دیوید کر (کارگردان)
دیوید کر (انگلیسی: David Kerr؛ زادهٔ ۳ سپتامبر ۱۹۶۷) کارگردان تلویزیونی اهل بریتانیا است. او در سال ۲۰۱۸ فیلم جانی اینگلیش بار دیگر ضربه می‌زند را کارگردانی کرد. این فیلم با بازی روآن اتکینسون و اما تامپسون منتشر شد.

## اوایل زندگی
او در سال ۱۹۶۷ در بلفاست متولد شد. وی در سال ۱۹۸۹ در رشته مطالعات کلاسیک به تحصیل پرداخت.